# El oro de Mackenna
El oro de MacKenna (título original: MacKenna´s Gold ) es una película estadounidense de 1969, dirigida por J. Lee Thompson y basada en una novela de Heck Allen. Está protagonizada por Gregory Peck, Omar Sharif y Camilla Sparv en los papeles principales junto a un reparto estelar suplementario. 

## Sinopsis
Diecisiete hombres y cuatro mujeres, entre los que se encuentran soldados, indios, desertores, comerciantes, caballeros, predicadores, jugadores, forajidos y aventureros, buscan en territorio indio una legendaria veta de oro que, según cuenta la tradición, está custodiada por los espíritus de la tribu apache. Para ello persiguen a un jefe apache, que conoce su ubicación.
Ese jefe apache se lo cuenta a un comisario escéptico llamado MacKenna antes de morir. El líder de ese grupo, un bandido buscado por la justicia llamado Colorado, se da cuenta de que MacKenna lo sabe, porque estaba cavando su tumba, cuando lo encontró. Por ello lo coge prisionero y lo obliga a guiar al grupo hasta el tesoro a cambio de no matar a su amiga Inga, que también hicieron prisionera. La codicia y la rivalidad de los integrantes de la expedición provocará más tarde sangrientos enfrentamientos entre sí que se saldarán con la muerte de la mayoría de ellos.
Finalmente los restantes llegan bajo las indicaciones de MacKenna a la veta de oro, que está en un sitio aislado. Su aislamiento hace posible la creación de un sinfín de ecos en el lugar. Por ello los apaches tienen la creencia de que el lugar está guardada por los espíritus. Allí los restantes también se matan entre sí por el oro. Colorado es el único que sobrevive y entonces, en su codicia, intenta en vano matar también a MacKenna y a Inga, ya que previeron lo que iba a ocurrir. Entonces los correspondientes ruidos a causa de las luchas causan un tremendo eco en el lugar, que lo destruye completamente. 
Los tres, previendo a tiempo el acontecimiento, consiguen salvarse por los pelos cogiendo sus caballos y galopando como locos fuera del lugar. Por agotamiento deciden luego separarse en paz, pero antes un furioso MacKenna advierte a Colorado, que le perseguirá por todo lo que ha hecho una vez que se recupere de lo ocurrido y haya llevado a Inga a casa. Nadie sabe en el momento, que MacKenna, en su frenesí al escapar, cogió sin saberlo el caballo de uno de los buscadores de oro, cuyas alforjas estaban repletas de oro. Así ambos regresan a casa ricos.

## Reparto
- Gregory Peck - MacKenna
- Omar Sharif - Colorado
- Telly Savalas - Sargento Tibbs
- Camilla Sparv - Inga Bergmann
- Keenan Wynn - Sánchez
- Julie Newmar - Hesh-Ke
- Ted Cassidy - Hachita
- Lee J. Cobb - El editor
- Raymond Massey - El predicador
- Burgess Meredith - El tendero
- Anthony Quayle - Un británico maduro
- Edward G. Robinson - El viejo Adams
- Eli Wallach - Ben Baker

## Producción
En la década de 1960, el cine estadounidense entró en una etapa de declive creativo y, además, sufrió una drástica reducción de la asistencia del público a sus salas de exhibición de películas. La televisión le seguía ganando espacio como medio de distracción y la gente prefería quedarse en casa antes que ir a un teatro. Ante este escenario, Hollywood trató de recuperar su protagonismo local y mundial a través de producciones de gran presupuesto, rodadas en coloridos escenarios exteriores de gran belleza e hizo participar en varias realizaciones a un gran número de actores famosos. El oro de Mackenna se convirtió así en una de esas producciones.
Al principio querían que Clint Eastwood interpretase el papel principal. Sin embargo tuvo que rechazarlo, porque en ese momento participaba en la película Cometieron dos errores (1969). También se ofreció el papel a Steve McQueen, pero también la rechazó. Finalmente la recibió Gregory Peck, que la aceptó, cuando el director le convenció al respecto.
Una vez hecho los preparativos se filmó la obra cinematográfica en Utah, Oregón y Arizona. Se filmó en formato de 35 y 70 mm. Esta última se hizo para destacar así la espectacularidad de los paisajes de la película.

## Recepción
El oro de Mackenna tuvo una buena aceptación en taquilla en su estreno. Según Decine21, la película es un entretenido western que reúne los mejores elementos del género: acción trepidante, bandidos, indios, lucha y tiroteos. Es muy adecuada para los aficionados al género.

## Premios
- Una nominación Grammy (1970)